# Сольвычегодское городское поселение
Сольвычегодское городское поселение или муниципальное образование «Сольвычегодское» — упразднённое муниципальное образование со статусом городского поселения в Котласском муниципальном районе Архангельской области Российской Федерации.
Соответствует административно-территориальным единицам в Котласском районе — городу районного значения Сольвычегодск, Харитоновскому сельсовету (с центром в посёлке Харитоново), Песчанскому сельсовету (с центром в деревне Григорово), Сольвычегодскому сельсовету (с центром в городе Сольвычегодске, с крупной деревней Окуловка), Пачеозерскому сельсовету (с центром в деревне Выставка).
Административный центр — город Сольвычегодск.

## География
Сольвычегодское городское поселение находится в центре Котласского муниципального района. Крупнейшие реки в поселении — Вычегда, Нюба, Мотьма (приток Уфтюги), Семирецкая, Нижняя Пица, Верхняя Пица, Старая, Икса, Варзокса, Варзуфка, Трясеница, Радбеж, Восточная Нюба, Северная Нюба.

## История
Муниципальное образование было образовано в 2006 году. 
С 1924 года по 1928 год территория поселения входила в состав Сольвычегодского района Северо-Двинской губернии, а с 1938 года по 1958 год — в составе Сольвычегодского района Архангельской области.

## Население
| 2005  | 2010  | 2011  | 2012  | 2013  | 2014  | 2015  |
| ----- | ----- | ----- | ----- | ----- | ----- | ----- |
| 6100  | ↘5064 | ↘5031 | ↘4931 | ↘4821 | ↘4629 | ↘4504 |
| 2016  | 2017  | 2018  | 2019  | 2020  | 2021  |       |
| ↘4346 | ↘4269 | ↘4164 | ↘4021 | ↘3878 | ↘3876 |       |

## Состав городского поселения
В состав городского поселения входят 94 населённых пункта
| №  | Населённый пункт     | Тип населённого пункта        | Население |
| -- | -------------------- | ----------------------------- | --------- |
| 1  | Абрамиха             | деревня                       | ↗5        |
| 2  | Андреевская          | деревня                       | ↗98       |
| 3  | Берег                | деревня                       | ↗3        |
| 4  | Берег                | деревня                       | ↗2        |
| 5  | Березник             | деревня                       | ↘0        |
| 6  | Большое Рычково      | деревня                       | ↘1        |
| 7  | Борок                | деревня                       | →1        |
| 8  | Васильевская         | деревня                       | →0        |
| 9  | Вишняково            | деревня                       | →0        |
| 10 | Воильцево            | деревня                       | ↗15       |
| 11 | Воросцово            | деревня                       | →0        |
| 12 | Выставка             | деревня                       | ↘67       |
| 13 | Горбуниха            | деревня                       | ↗8        |
| 14 | Городище             | деревня                       | ↗76       |
| 15 | Григорово            | деревня                       | ↗611      |
| 16 | Грихнево             | деревня                       | ↘0        |
| 17 | Гришановская         | деревня                       | ↘0        |
| 18 | Гусиха               | деревня                       | ↘9        |
| 19 | Дворище              | деревня                       | →0        |
| 20 | Дубровец             | деревня                       | →0        |
| 21 | Заболотье            | деревня                       | →7        |
| 22 | Заболотье            | деревня                       | ↘12       |
| 23 | Задовая              | посёлок                       | ↗76       |
| 24 | Зарубенка            | деревня                       | →0        |
| 25 | Икса Мельница        | деревня                       | →7        |
| 26 | Канифольный          | посёлок                       | →0        |
| 27 | Кепушково            | деревня                       | ↗4        |
| 28 | Княжа                | деревня                       | ↗7        |
| 29 | Княжица              | деревня                       | ↘3        |
| 30 | Козловка 1-я         | деревня                       | ↗25       |
| 31 | Козловка 2-я         | деревня                       | →1        |
| 32 | Константиновская     | деревня                       | ↘0        |
| 33 | Кочинок              | деревня                       | ↗2        |
| 34 | Круглица             | посёлок                       | ↘1        |
| 35 | Круглый Наволок      | деревня                       | →0        |
| 36 | Кузнецово            | деревня                       | ↘0        |
| 37 | Кузьминка            | деревня                       | →0        |
| 38 | Лайково              | деревня                       | →0        |
| 39 | Лесной 14-го км      | посёлок                       | ↗7        |
| 40 | Макарово             | деревня                       | ↗2        |
| 41 | Малое Рычково        | деревня                       | →0        |
| 42 | Метлино              | деревня                       | ↗17       |
| 43 | Милино               | деревня                       | →0        |
| 44 | Михалево             | деревня                       | →3        |
| 45 | Михеевская           | деревня                       | →2        |
| 46 | Мокеиха              | деревня                       | →0        |
| 47 | Мотьма               | посёлок                       | →0        |
| 48 | Насадниково          | деревня                       | ↘2        |
| 49 | Наумовская           | деревня                       | →0        |
| 50 | Новиково             | деревня                       | ↗50       |
| 51 | Нюба                 | деревня                       | ↗6        |
| 52 | Окуловка             | деревня                       | ↗99       |
| 53 | Осолово              | деревня                       | ↗4        |
| 54 | Першаковская         | деревня                       | →3        |
| 55 | Петряиха             | деревня                       | →0        |
| 56 | Пица Большая         | деревня                       | →0        |
| 57 | Пица Малая           | деревня                       | →0        |
| 58 | Погорелка Большая    | деревня                       | →2        |
| 59 | Погорелка Малая      | деревня                       | ↗1        |
| 60 | Пожарище             | деревня                       | ↘2        |
| 61 | Поздышево            | деревня                       | ↘14       |
| 62 | Пряновская           | деревня                       | →0        |
| 63 | Равдуга              | деревня                       | ↘1        |
| 64 | Рагозиха             | деревня                       | →0        |
| 65 | Рековское            | деревня                       | →1        |
| 66 | Речная               | деревня                       | ↗4        |
| 67 | Рогозинская          | деревня                       | ↗6        |
| 68 | Сазониха             | деревня                       | ↘0        |
| 69 | Секиринская          | деревня                       | ↘3        |
| 70 | Семиндяиха           | деревня                       | ↗41       |
| 71 | Слободинская         | деревня                       | ↘10       |
| 72 | Слободской           | посёлок                       | ↗24       |
| 73 | Смольниковская       | деревня                       | ↘4        |
| 74 | Соколово-Большое     | деревня                       | ↗6        |
| 75 | Сольвычегодск        | город, административный центр | ↘1858     |
| 76 | Степановская Большая | деревня                       | ↘30       |
| 77 | Трегубовская         | деревня                       | →2        |
| 78 | Тулубьево            | деревня                       | ↗45       |
| 79 | Тулубьево            | посёлок                       | ↘6        |
| 80 | Тючкино              | деревня                       | ↘26       |
| 81 | Усадьба ПМК          | деревня                       | ↘75       |
| 82 | Уткино               | деревня                       | →0        |
| 83 | Федяково             | деревня                       | ↘0        |
| 84 | Фильки-Щелкуново     | деревня                       | →1        |
| 85 | Фроловская           | деревня                       | ↘3        |
| 86 | Фуфаевская           | деревня                       | ↗2        |
| 87 | Хариковская          | деревня                       | ↗20       |
| 88 | Харитоново           | посёлок                       | ↗1419     |
| 89 | Циренниково          | деревня                       | ↘9        |
| 90 | Чернецкая            | деревня                       | ↘8        |
| 91 | Шамаиха              | деревня                       | ↗5        |
| 92 | Шешурово             | деревня                       | ↗8        |
| 93 | Шиврино              | деревня                       | ↗16       |
| 94 | Яковлево             | деревня                       | →0        |

## Археология
На правом берегу Северной Двины у бывшей деревни Филичаевская Песчанского сельсовета находятся мезолитические стоянки Филичаевская 1–5, где на технологическую основу приуральской традиции наложен орудийный набор западной традиции, как на стоянках Чердыб 1-2 на верхней Вычегде, стоянках типа Ветью на Выми, стоянке Енангск 1 на реке Юг. Инвентарь стоянки Филичаевская 5 сравнивается со средневычегодской и сухонской культурами одновременно.